# Farmington (Washington)
Farmington az Amerikai Egyesült Államok északnyugati részén, Washington állam Whitman megyéjében elhelyezkedő város. A 2010. évi népszámlálási adatok alapján 146 lakosa van.

## Történet
A helység területét 1878-ban jelölték ki; városi rangot 1888-ban kapott. A város 1900 és 1930 között virágzott, azonban a mezőgazdaság gépesítése miatt a lakosságszám gyors csökkenésnek indult.

## Éghajlat
| Hónap                         | Jan.  | Feb.  | Már.  | Ápr. | Máj. | Jún. | Júl. | Aug. | Szep. | Okt.  | Nov.  | Dec.  | Év    |
| ----------------------------- | ----- | ----- | ----- | ---- | ---- | ---- | ---- | ---- | ----- | ----- | ----- | ----- | ----- |
| Rekord max. hőmérséklet (°C)  | 16,7  | 17,8  | 23,9  | 31,7 | 35,0 | 39,4 | 40,0 | 43,3 | 38,3  | 32,2  | 21,7  | 17,8  | 43,3  |
| Átlagos max. hőmérséklet (°C) | 2,8   | 5,0   | 9,4   | 13,3 | 18,3 | 21,7 | 27,2 | 27,8 | 22,8  | 15,0  | 6,1   | 1,7   | 14,3  |
| Átlagos min. hőmérséklet (°C) | −4,4  | −3,9  | −1,7  | 0,6  | 3,3  | 6,1  | 7,8  | 7,2  | 3,3   | 0,0   | −1,7  | −5,0  | 1,0   |
| Rekord min. hőmérséklet (°C)  | −37,8 | −36,1 | −25,0 | −8,9 | −7,8 | −3,9 | −2,8 | −3,9 | −10,0 | −12,8 | −26,7 | −33,9 | −37,8 |
| Átl. csapadékmennyiség (mm)   | 73    | 61    | 70    | 59   | 68   | 46   | 26   | 25   | 31    | 49    | 83    | 69    | 660   |
| Forrás: The Weather Channel   |       |       |       |      |      |      |      |      |       |       |       |       |       |

## Népesség
A 2010-es népszámláláskor a városnak 146 lakója, 54 háztartása és 41 családja volt. A népsűrűség 155,3 fő/km2. A lakóegységek száma 65, sűrűségük 69,1 db/km2. A lakosok 97,3%-a fehér,  2,7%-a indián,    . A spanyol vagy latino származásúak aránya 2,1% (2,1% mexikói,   )
A háztartások 35,2%-ában élt 18 évnél fiatalabb. 66,7% házas, 7,4% egyedülálló nő, 1,9% egyedülálló férfi, 24,1% pedig nem család. 24,1% egyedül élt; 7,5%-uk 65 éves vagy idősebb. Egy háztartásban átlagosan 2,7 személy élt; a családok átlagmérete 3,2 fő.
A medián életkor 42,3 év volt. A város lakóinak 26%-a 18 évesnél fiatalabb, 6,2% 18 és 24 év közötti, 23,9%-uk 25 és 44 év közötti, 27,4%-uk 45 és 64 év közötti, 16,4%-uk pedig 65 éves vagy idősebb. A lakosok 53,4%-a férfi, 46,6%-a pedig nő.

## Fordítás
Ez a szócikk részben vagy egészben  a   Farmington, Washington című angol Wikipédia-szócikk ezen változatának fordításán alapul.  Az eredeti cikk szerkesztőit annak laptörténete sorolja fel. Ez a jelzés csupán a megfogalmazás eredetét és a szerzői jogokat jelzi, nem szolgál a cikkben szereplő információk forrásmegjelöléseként.